# Урусов, Николай Юрьевич
Князь Николай Юрьевич Урусов (1767—1821) — генерал-майор Русской императорской армии; отец статс-секретаря С. Н. Урусова, тесть генерал-майора С. И. Мальцова.

## Биография
Николай Урусов родился в 1767 году в дворянской семье ярославского помещика, поручика в отставке князя Юрия Васильевича Урусова (ум. до 1802).
6 августа 1778 года, ещё мальчиком, был записан в Преображенский лейб-гвардии полк, а 1 января 1789 года получил погоны прапорщика.
Принимал участие в Русско-шведской войне 1788—1790 гг.
28 января 1798 года Урусов был произведён в полковники, а 9 января 1799 года удостоен чина генерал-майора с назначением комендантом в город Астрахань и должностью шефа Астраханского гарнизонного полка.
С 3 марта 1800 года по 12 июля 1801 года генерал Урусов находился в отставке.
Вскоре после возвращения в строй был назначен (23 июня 1802 года) шефом Вятского мушкетерского полка.
Сражался в войнах третьей и четвёртой коалиций.
6 января 1808 года вновь испросил отставку по состоянию здоровья.
Вернувшись на службу получил 23 июня 1811 года назначение начальником 7-го округа внутренних гарнизонов.
Принимал участие в Отечественной войне 1812 года. С 18 января 1819 года в отставке.
Князь Николай Юрьевич Урусов умер 4 августа 1821 года.

## Семья
Жена (с 10 июля 1815 года) — Ирина Никитична Хитрово (06.01. 1784—31.07.1854), единственная дочь Никиты Петровича Хитрово (1756—1809) от брака с Анастасией Николаевной Коковинской (1762—1842), дочерью Н. Н. Коковинского. По словам Е. П. Яньковой, «Урусова в молодости своей была очень приятной наружности, довольно худощавая и с детства имела отвращение к мясной пище. Она была особенно добра и снисходительна и не только никогда сама ни про кого не отзывалась дурно, но не могла терпеть, чтобы при ней и другие про кого-нибудь злословили. Эта душевная доброта княгини выражалась не её лице, которое и в молодых летах имело совершенно ангельское выражение. Овдовев ещё молодой, она посвятила себя воспитанию своих троих детей и ухаживанью за матерью-старушкой. Она была истинная христианка, благочестивая, богомольная и сострадательная. Выдав свою дочь за Мальцова, Урусова перестала ездить в свет и в своем доме на Пречистенке принимала только до кончины матери, а после стала вести жизнь самую уединенную». Похоронена в Донском монастыре. Дети:
- Сергей (18.05.1816[3]—1883), видный государственный деятель, сенатор, статс-секретарь.
- Дмитрий (14.09.1817[4]—2.06.1861), в 1838 году вступил на службу и в том же году уволился. Вступил в монастырь, но не вынес строгой жизни. Был слаб здоровьем, жил дома. От брака с Александрой Петровной Нарышкиной (ум. 1880) имел дочь Александру (1851—1920), в замужестве за графом Остен-Саксеном.
- Анастасия (21.10.1818[5]—22.09.1894), замужем за промышленником С. И. Мальцовым.